# Hylocomiastrum pyrenaicum
Hylocomiastrum pyrenaicum és una espècie de briòfit de la família de les hilocomiàcies. Al Països Catalans només es troba al Pirineus.

## Característiques
És una molsa robusta de mida mitjana (generalment fins 7 centímetres de llarg, o fins i tot 12 cm) que forma catifes de color verd pàl·lid i brillant, de ramificació irregular i escassa. Els caulidis són de color marró vermellós i d'1 a 3 mm d'amplada. Abundants parafil·les de 2-3 fileres de cèl·lules al llarg del caulidi. Fil·lidis caulinars de disposició erecta, de forma ovada o ovato-el·líptica, acuminats amb plecs longitudinals irregulars de marge irregularment dentat i recorbat a la base i àpex curt i falcat, de 1,5-2,5 mm de llargada per 1-1,4 mm d'amplada. Nervi simple que ateny 1/2 a 3/4 de la làmina. Fil·lidis rameals imbricats i no diferenciats dels caulinars però de mida més petita (1 mm.).
Planta generalment estèril, de fet no es coneix cap cita d'esporòfit ni als Països Catalans com al Regne Unit, a Amèrica del Nord s'han citat exemplars fèrtils amb setes de 1-3 cm de llargada i càpsula ovoide de 1,3 a 1,8 mm de llargada.

## Ecologia i corologia
Creix sobre sòls húmics, fusta en descomposició, talussos o roques en boscos humits o a la vorada d'estanys, cursos d'aigua i més rarament en torberes o tundres. De 0 a 3000 metres d'altitud i sobre substrats àcids o bàsics. És present en gran part de l'hemisferi nord temperat i fred (Amèrica del Nord, Nord d'Euràsia i Groenlàndia). És una espècie rara de la flora catalana, on només es troba en alguns punts de l'estatge alpí i subalpí de l'alt Pirineu (Alta Ribagorça, Pallars Sobirà i Aran).